# ببر چمپاوات

ببر آدمخوار چمپاوات

ببر چمپاوات (انگلیسی: Champawat Tiger) عنوان یک ببر بنگال آدمخوار است که در منطقه کومائون نپال مسبب کشتار دست‌کم ۴۳۶ انسان در اواخر سده ۱۹ میلادی و اوایل سده ۲۰ گردید. حملات منجر به کشتار این ببر بنگال، به عنوان بیشترین رکورد تلفات بر جای مانده از حمله ببر، در کتاب رکوردهای جهانی گینس ثبت‌شده‌است. ببر چمپاوات در سال ۱۹۰۷ میلادی، به ضرب گلولهٔ جیم کوربت کشته شد

## تاریخچه
بنا بر اظهارات پیتر بایرن — یکی از شکارچیان حرفه‌ای — ببر چمپاوات حملات خود را از روستای روپال نپال در هیمالیا آغاز کرد. در همان زمان شکارچیانی فرستاده شدند تا حیوان را شکار نمایند هر چند، جانور موفق به فرار شد. سرانجام ارتش نپال دست به اقدام زد و فارغ از کشتن یا زنده‌گیری، دست‌کم موفق شدند که حیوان را مجبور به ترک قلمرو نمایند. ببر به قلمرو رودخانه شردا در هند وارد شد و در آنجا، به فعالیت‌های تهاجمی علیه انسان‌ها ادامه داد. ببر چمپاوات روزانه مسافاتی بالغ بر ۳۲ کیلومتر را در میان روستاها به گشت‌وگذار و پرسه‌زدن می‌پرداخت. غالب قربانیان این درنده را زنان و کودکان خردسال تشکیل می‌دادند چرا که این دسته، عادت داشتند که معمولاً برای جمع‌آوری منابع جهت تغذیه دام یا جمع‌آوری هیزم مرتب به جنگل بروند و به همین مناسبت، در معرض بیشترین ریسک خطر بودند.
تمام کشتارها در طول روز به وقوع می‌پیوست و زندگی در این منطقه و حوالی آن به‌طور عمده فلج شد. مردها اغلب پس از شنیدن صدای غرش ببر از درون جنگل، از ترک کلبه‌های خود برای رفتن بر سر کار امتناع می‌ورزیدند. در سال ۱۹۰۷ میلادی ببر چمپاوات به دست شکارچی انگلیسی، جیمز کوربت کشته‌شد. تا پیش از آن، این جانور باعث کشته‌شدن دختری ۱۶ ساله به نام پریمکا دیوی از روستای فونگار در نزدیکی چمپاوات شده بود و به واسطه رد خونی که بر جای مانده بود، کوربت توانست به تعقیب حیوان بپردازد. او پس از نزدیک شدن به کمینگاه، حیوان را که با بازماندهٔ قربانی‌اش مشغول بود، با شلیک دو گلوله غافلگیر و مجبور به فرار نمود.
دسته‌های تعقیب‌ و گریز ۳۰۰ نفری با سازمان‌دهی مردم و دهیاری‌ها تشکیل گردید و در بعدازظهر روز بعد، کوربت سرانجام موفق شد که ببر آدمخوار را شکار نماید. پس از کشتن و معاینه لاشهٔ حیوان، مشخص شد که دندان‌های نیش فوقانی و تحتانی سمت راست حیوان شکسته و به درون استخوان آرواره نفوذ کرده است. جراحت وارده، نشانگر یک شلیک اسلحه قدیمی بود و بر طبق اظهارات کوربت؛ «حیوان احتمالاً متحمل درد زیادی بوده و از آنجایی که این درد، مانع از پرداختن به شکارهای طبیعی‌اش بوده، اقدام به شکار غیرطبیعی و راحت‌تری مثل انسان نموده‌است.» معاینه‌های بیشتر نشان داد که ببر چمپاوات به غیر از آسیب و شکستگی دندان‌ها، از دیدگاه جسمی در وضعیت مطلوبی قرار داشته و بین ۱۰ تا ۱۲ سال سن داشته‌است.